# Maria af Egypten
Sankt Maria af Egypten (ca. 344 – ca. 421) er fejret som en skytshelgen af bodfærdige kvinder, hovedsagelig i den ortodokse kirke, orientalske ortodokse kirker, og orientalske katolske kirker, samt den romersk-katolske kirke og den anglikanske kirke.

## Liv
Hovedkilden til information om sankt Maria af Egypten er en Vita skrevet om hende af Sophronius, patriarken af Jerusalem (634 – 638).
Maria var født et sted i Egypten, og da hun var tyve år flygtede hun til byen Alexandria, hvor hun levede et ekstremt tøjlesløst liv. Nogen autoriteter omtaler hende som en prostitueret under denne periode, men hennes Vita fastholder, at hun ofte afslog penge for seksuelle tjenester. Hun var, sagde hun, drevet "af et umætteligt begær og en ustyrlig lidenskab" og at hun hovedsagelig levede af tiggeri og at spinde garn.
Efter 17 år med denne livsførelse rejste hun til Jerusalem for højtiden eksaltationen af det hellige kors (14. september). Hun drog på en form for "anti-pilgrimsrejse" og udtalte, at hun håbede at finde nogen flere samlejepartnere i mængden af pilgrimme. Hun betalte for rejsen ved at tilbyde seksuelle tjenester til andre pilgrimme, og hun fortsatte som normalt i Jerusalem. Hendes Vita fortæller, at hun forsøgte at komme ind i Den Hellige Gravs Kirke under fejringen, men blev forhindret af en ukendt kraft. Da hun forstod, at det var på grund af hendes urenhed, blev hun ramt af anger, og da hun så ikonet af Theotokos (jomfru Maria) uden for kirken, bad hun om tilgivelse og lovede at opgive denne verden (det vil sige blive asketisk). Derefter forsøgte hun på ny at komme ind i kirken, og denne gang fik hun tilladelse. Efter at have æret det sande kors drog hun tilbage til ikonet for give sin tak, og hørte da en stemme, som sagde til hende: "Hvis du krydser (floden) Jordan, vil du finde storartet fred". Hun drog øjeblikkelig til klosteret Johannes Døberen ved bredden af floden Jordan, hvor hun modtog nadver. Den næste morgen krydsede hun Jordan og levede i ørkenen der resten af sit liv som en eremit. Hun medtog kun tre brød, og da disse var blevet spist, levede hun kun af hvad hun kunne finde i vildmarken.
Omtrent et år før hendes død gav hun en optegnelse af sit liv til Zosimas af Palæstina. Da han uventet mødte hende i ørkenen, var hun helt nøgen og næsten ikke til at kende igen som et menneske. Hun bad Zosimas om hans kappe således, at hun kunne dække sig til, og der efter fortalte hun om sitt liv til ham og viste et storslået klarsyn. Hun bad ham møde hende ved bredden af Jordan på skærtorsdag det følgende år og give hende nadver. Da han opfyldte hendes ønske, krydsede hun floden for at komme til ham ved at gå på vandet og modtog nadveren, fortalte ham at møde hende på ny i ørkenen den følgende faste. Det næste år rejste Zosimas til det samme sted, hvor han første gang havde mødt hende, en rejse på tyve dage fra hans kloster, og fandt hende da liggende død. I henhold til en inskription skrevet i sandet ved hendes hoved døde hun den samme aften, hvor han havde givet nadver og var mirakuløst blevet fragtet til det sted, hvor han fandt hende, og hendes krop var blevet bevaret ufordærvet. Han begravede liget ved hjælp af en løve, som kom forbi. Da han var kommet tilbage til klosteret, fortalte han om hende til sine klosterbrødre og den fortælling blev bevaret blandt dem som en mundtlig tradition, indtil den blev skrevet ned af Sophronius.

## Datering af døden
Det er flere selvmodsigelser blandt de ulige kilder i henhold til dateringen af sankt Marias liv. Datoerne givet over for svarer til dem i Catholic Encyclopedia. Bollandistene placerer hendes død i år 421, den ortodokse kirke daterer hendes død til 522, eller 530 (se Prolog fra Ohrid, 1. april). Den eneste nøgle givet i hendes Vita er det faktum, at dagen for hennes død var 1. april, som er angivet til at være Kristi himmelfartsdag, hvilket betyder, at påsken faldt den 4. april det år.
Hvis man konsulterer en evighedskalender som er knyttet til juliansk kalender (den ene i brug i samtiden) finder man ud af, at der er 24 år i de relvante århundreder, hvor 1. april falder på en torsdag. Af disse er årene, hvor påsken falder den 4. april i henhold til juliansk kalender: 443, 454, 527, 538, og 549.

## Religiøs mindefest
I ikonografien er sankt Maria af Egypten afbildet meget solbrændt eller brun, en udtæret, ældre kvinde med ukæmmet gråt hår, enten nøgen eller dækket af den kappe, hun lånte fra Zosimas. Hun er ofte vist med de tre brød, hun brakte med sig ud i ørkenen.
Hendes mindefest er af den ortodokse kirke i henhold til Varig cyklus den 1. april. På den Bevægelige cyklus fejrer den ortodokse kirke hende også den femte søndag af den store faste, og på denne dag er det almindelig for præsterne at velsigne tørret frugt efter den hellige liturgi. Sophronius’ Livet til sankt Maria av Egypt bliver læst i løbet af matutin (morgenbøn) til sankt Andreas af Kreta på den påfølgende torsdag.
I den romersk-katolske kirke bliver hun fejret den 3. april (eller 2. april, i henhold til romerske martyrfortegnelse).
Det er et kapel dedikeret til hende i Den hellige gravs kirke i Jerusalem og mindes hennes konverteringsøjeblik.